# Karl Streck
Karl Streck (* 27. Mai 1927 in München; † 24. November 1973) war ein deutscher Schauspieler und Regisseur.
Nach Beendigung seiner Schulzeit wurde Streck Schüler am Mozarteum in Salzburg; allerdings wurde durch den Zweiten Weltkrieg diese Ausbildung unterbrochen. Streck war bis Kriegsende Mitglied der Marine HJ.
1946 konnte Streck seine Ausbildung an der Hochschule für Musik und Theater München fortsetzen und dort auch beenden. Nach einem kurzen Intermezzo an einer Wanderbühne wurde Streck im Herbst 1947 an die Neuen Kammerspiele nach Bonn engagiert.
Mitte 1948 verpflichtete man Streck an das Stadttheater nach Essen und ab 1950 war er an den Städtischen Bühnen Frankfurt zu sehen. Nach einem kurzen Gastspiel am Staatstheater Stuttgart kam Streck 1958 zu den Luisenburg-Festspielen nach Wunsiedel (Fichtelgebirge).
Zwischen 1964 und 1967 lebte und wirkte Streck als Regisseur am Stadttheater in Krefeld; bis 1972 dort auch als Schauspieler. Anschließend zog er sich von der Bühne zurück und starb im darauffolgenden Jahr am 24. November 1973 im Alter von 46 Jahren.
| Personendaten    | Personendaten                        |
| ---------------- | ------------------------------------ |
| NAME             | Streck, Karl                         |
| KURZBESCHREIBUNG | deutscher Schauspieler und Regisseur |
| GEBURTSDATUM     | 27. Mai 1927                         |
| GEBURTSORT       | München                              |
| STERBEDATUM      | 24. November 1973                    |